# Tryt
Tryt (radiowodór) – nietrwały izotop wodoru, którego jądro (tryton) składa się z jednego protonu i dwóch neutronów. Oznaczany jest symbolem 3H lub T.
Jego czas połowicznego rozpadu wynosi 12,33 lat. Rozpada się w wyniku rozpadu β−, podczas którego powstaje jądro helu 3He:
{\displaystyle {}_{1}^{3}{\hbox{H}}\;\to \;_{2}^{3}{\hbox{He}}+e^{-}+} {\displaystyle {\overline {\nu }}_{e}}
Energia przemiany to 0,019 MeV.
Tryt w minimalnych ilościach występuje w atmosferze, jednak głównym źródłem jego pozyskiwania są reakcje jądrowe. Używany jest jako wskaźnik izotopowy np. do określania wieku przedmiotów czy badań mechanizmów reakcji chemicznych i procesów biologicznych.